# Hervé-Pierre Lambert
Pour les articles homonymes, voir Lambert.
 (mai 2024).
Hervé-Pierre Lambert est un écrivain, maître de conférences, critique d’art et chroniqueur français, né le 17 novembre 1954 à Beaune.

## Biographie
Ancien élève du Lycée Carnot à Dijon, du Lycée Henri IV à Paris et de l’École normale supérieure Lettres et Sciences humaines. Agrégé de lettres (1978), docteur ès lettres: Thèse sur Octavio Paz et l’Orient. Il est diplômé de l'Institut d'études politiques de Paris (1979). Il à obtenu le Diplôme d'études approfondies de Sciences politiques à l’Institut d'études politiques de Paris, où il a eu notamment pour professeur René Rémond, Michel Gentot et Alain Lancelot.
Il a été directeur de la Maison de la poésie à Paris, directeur du Festival du Mont Saint-Michel, directeur de l’Institut français d’Amérique latine à Mexico. Il a été aussi conseiller culturel, scientifique et de coopération de l'Ambassade de France en Suisse et curateur du festival Encuentro Artes y Nuevas Ciencias,du Centro Nacional de las Artes à Mexico.  
Il a enseigné en France à l’Institut d’études politiques de Paris, à l’Université de Bourgogne, à l’Université des Antilles et de la Guyane, dans des universités au Mexique (ITAM, UNAM, Las Americas) et au Japon (Université de Kyūshū).
Il est membre du Jury du prix littéraire Prix Alain Bosquet, du Prix Roland Dorgelès, et des Prix littéraires dotés de l'Association des Écrivains Combattants: Prix Michel Tauriac, Prix Pierre Benoit du roman, Prix Étienne de la Boétie de l’essai et Prix Jules Michelet de l’histoire. Il est membre du Pen Club.

### Prix et distinctions
- Lauréat du Concours national de la Résistance et de la Déportation (1972).
- Lauréat de la Fondation Singer-Polignac en 1979 et à ce titre a fait un voyage d’études d’un an en Asie-Pacifique sur le thème: «L’Asie-Pacifique, nouveau centre du monde».
- Chevalier de l'ordre des Arts et des Lettres (2023)[4].
- Chevalier à la Confrérie des Chevaliers du Tastevin au Château du Clos-Vougeot depuis 1990.

## Œuvres

### Ouvrages personnels
- Évaluer les hommes, recrutement, performance, motivation et climat social, avec Jean-Michel Fourgous. Paris, Éditions Liaisons, 1991  (ISBN 978-2-87880-003-6)
- L'Amazone, avec François Pédron, préface de Nicolas Hulot. Paris, Collection Extrême, Éditions Albin Michel, 1991.  (ISBN 978-2-226-05428-9)
- Octavio Paz et l'Orient. Paris, Collection: Perspectives comparatistes, Classiques Garnier, 2014. (ISBN 978-2-8124-3109-8)[5]

- Holocène pour mémoire, illustrations de Guy Roussille. Paris, Cahier d'arts et de littératures, Éditions du Petit Véhicule, 2014.  (ISBN 9781234567897)
- Guy Roussille ou la Sensation cosmique. Paris, Collection Galerie Or du temps, Éditions du Petit Véhicule, 2016.  (ISBN 978-2-37145-510-8)
- Jean-Clarence en poésie, avec Daniel Leuwers, Paris, Bookelis, 2016  (ISBN 979-10-227-2514-9)
- Jean Orizet ou La rêverie fascinée. Paris, Éditions Glyphe, 2020. (ISBN 978-2-35815-279-2)
- Claudine Helft: l'ombre et la vie. Paris, Éditions Glyphe, 2022. (ISBN 978-2-35815-319-5)

### Chapitres de livres
- "Cioran et Milosz, deux Européens, l'Europe de l'Ouest et de l'Est", L'Europe, reflets littéraires, Actes du Congrès National de la Société Française de Littérature Générale et Comparée, sous la dir. de Colette Astier et Claude de Grève. Paris, Éditions Klincksieck, 1993.  (ISBN 9782252028421)
- "Octavio Paz et la génération de la Ruptura", L’audace en art, Actes du colloque, sous la dir. de Dominique Berthet. Paris, Collection "Les Arts d'ailleurs", L'Harmattan, 2005.  (ISBN 2-7475-8890-4)
- "Alain Bosquet et le Mexique", Un autre homme: Hommage à Alain Bosquet, préface de François Nourissier, avec C. Dobzinsky, C. Helft, V. Godel, H. Meschonnic, J. Orizet, L. Ray, R. Rognet, L. Wouters. Paris, Éditions Gallimard, 2006.  (ISBN 978-2-07-078047-1)
- "Alain Bosquet, critique d’art: autoportrait et portrait de peintres", Le monde d’Alain Bosquet, Actes du Colloque International Alain Bosquet, Université de Haïfa, novembre 2018, sous la dir. de Robert Elbaz. Paris, Éditions Publisud, 2009.  (ISBN 978-2-86600-594-8)
- "The literary recognition of the neurological phenomenon of synesthesia", Consciousness, Theatre, Literature, and the Arts. Third International Conference, University of Lincoln 2009, sous la dir. de D. Meyer-Dinkgräfe. Newcastle, Cambridge Scholars Publishing, 2009. (ISBN 978-1-4438-1649-6)
- "Octavio Paz, lecteur de Marcel Proust", Proust l'étranger, Université de Nimègue, Cahiers de recherche des instituts néerlandais de langue et de littérature française, 2010. (ISBN 978-9042030374)
- "La mythologie japonaise dans l’œuvre de Lévi-Strauss", Mythes, symboles et langue, sous la dir. de Chiwaki Shinoda. Nagoya, Éditions Rakuro, 2010.
- "Octavio Paz et la cérémonie tantrique", Mythologies de l’amour, sous la dir. de Chiwaki Shinoda. Nagoya, Éditions Rakuro, 2011.
- "Octavio Paz and Japanese Culture", The Willow and the Spiral, Essays on Octavio Paz and the Poetic Imagination, sous la dir. de Roberto Cantú. California State University, 2012. (ISBN 978-1443854351)
- "Octavio Paz et la recherche de l'héritage arabo-musulman: l'orientalisme des traces", Plus oultre III, Mélanges offerts à Daniel-Henri Pageaux, sous la dir. de Soin Habchi. Paris, L'Harmattan, 2016. (ISBN 978-2-296-03782-3)
- "Octavio Paz, la sunyata et sa transposition: Nagarjuna, Mallarmé, Duchamp", Littérature et arts du vide, sous la dir. de Jérôme Duwa et Pierre Taminiaux. Paris, Colloque de Cerisy, Hermann, 2018.  (ISBN 978-2-7056-9793-8)
- "Les combattants écrivains américains", Les Écrivains dans la Deuxième guerre mondiale, sous la dir. de l'Association des Écrivains Combattants. Paris, Éditions Glyphe, 2021. (ISBN 978-2-35815-281-5)

## Articles
Plusieurs articles ont été rédigés par Hervé-Pierre Lambert, notamment:
- "Les ruines de Taxila, ou le rêve d’une union des civilisations chez Claude Lévi-Strauss et Octavio Paz", Les occasions perdues: Souvenirs de ce qui aurait pu être. Cahiers de Recherche sociologique. Université du Quebec à Montreal, 2007.
- "Littérature, arts visuels et neuroesthétique". Paris, Épistémocritique, Revue de littérature et savoirs, 2008.
- "La version française de l’imaginaire posthumain". Université de Kyushu, Stella, Revue de langue et littérature française, 2009.
- "La Mémoire: Proust et les neurosciences". Paris, Épistémocritique, Revue de littérature et savoirs, 2009.
- "Dantec et Narby: Sciences, épistémologie et fiction". Paris, Épistémocritique, Revue de littérature et savoirs, 2010.
- "La synesthésie: Vues de l’intérieur". Paris, Épistémocritique, Revue de littérature et savoirs, 2011.
- "L’imaginaire, les neurosciences et l’olfactif : confirmations et extrapolations",Topiques: Imaginaire et perception. Université de Grenoble, Revue Iris n° 33, 2012.

- "Présentation. Neurosciences, arts et littérature". Paris, Épistémocritique, Revue de littérature et savoirs, 2013.
- "La synesthésie : une révolution neurologique et culturelle",Topiques: Les imaginaires du cerveau. Université de Grenoble, Revue Iris n° 36, 2015.
- "La renaissance de la synesthésie et la synesthésie visuelle",Topiques: Synesthésies visuelles et visions entoptiques. Université de Grenoble, Revue Iris n° 39, 2019.
- "Form constants, synesthésie visuelle, vision entoptique",Topiques: Synesthésies visuelles et visions entoptiques. Université de Grenoble, Revue Iris n° 39, 2019.